# SN 2005de
SN 2005de – supernowa typu Ia odkryta 2 sierpnia 2005 roku w galaktyce UGC 11097. W momencie odkrycia miała maksymalną jasność 18,10m.